# Sant'Angelo de Miccinellis

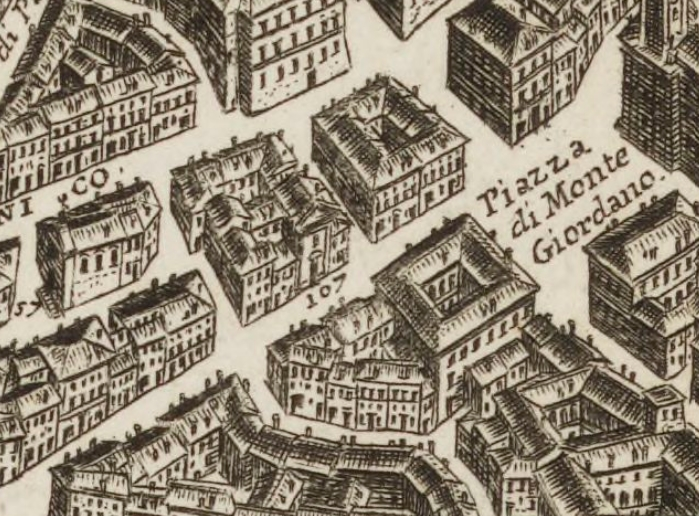
Detalha do mapa de Giovanni Battista Falda (1676), no número 107.

Sant'Angelo de Miccinellis, também chamada Sant'Angelo de Reniczo e San Giuliano in Banchi, era uma igreja de Roma localizada na Via dei Banchi Nuovi (nº 21), no rione Ponte. Era dedicada a São Miguel Arcanjo. Os epítetos "Miccinellis" e "Reniczo" são referências a famílias nobres que viviam na área.

## História

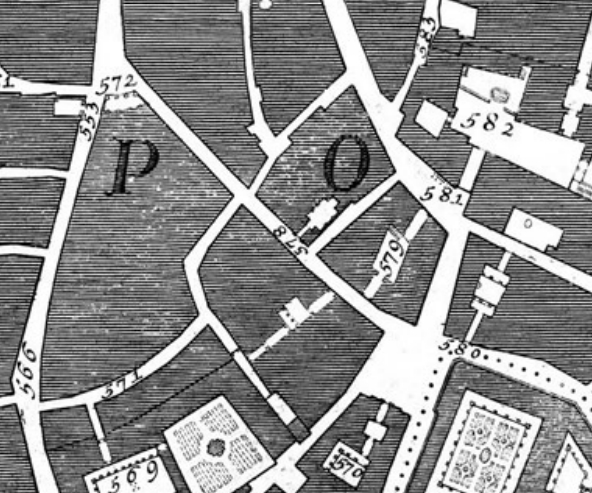
Detalhe do Mapa de Nolli (1748), no número 578.

Esta igreja foi provavelmente construída no século XII e sua primeira menção documentada, sob o nome Sant'Angeli a Domo Egidii de Poco, aparece numa bula promulgada em 1186 pelo papa Urbano III. Esta bula lista, as igrejas subsidiárias da igreja paroquial de San Lorenzo in Damaso. Em 1218, o papa Honório III Savelli (r. 1216-1227) a atribuiu à paróquia da vizinha igreja de Santi Celso e Giuliano, juntamente com San Pantaleo iuxta Flumen e San Salvatore de Inversis. A igreja aparece também no Catalogo Parigino (c. 1230) como S. Angelus de Tenuco, no Catalogo di Torino (c. 1320) como Ecclesia Sancti Angeli e o Catalogo del Signorili (c. 1425) como Sci. Angeli de Rinczo.
Em 1472, quando o edifício já estava bastante dilapidado, a estrutura foi entregue ao Collegio dei Cursori, Messi e Corrieri Pontifi. O papa Adriano VI (r. 1522-1523) restaurou a igreja e ela passou depois para a Confraternità di San Giuliano, que havia sido fundada na igreja de Santa Cecilia a Monte Giordano no início do século XVI. Antes do Jubileu de 1525, a confraternidade reformou a fachada da igreja. Entre 1818 e 1822, a igreja foi reconstruída em estilo neoclássico com base em desenhos do arquiteto Giuseppe Valadier. Além do altar-mor, a igreja contava com dois altares laterais de cada lado da nave. Entre 1939 e 1940, a igreja foi demolida para permitir o loteamento da região.